# Augochloropsis gemmicauda
Augochloropsis gemmicauda är en biart som först beskrevs av Cockerell 1931.  Augochloropsis gemmicauda ingår i släktet Augochloropsis och familjen vägbin. Inga underarter finns listade.